# Puerto del Cantó
El puerto del Cantó (en catalán Port del Cantó) es un paso de montaña de 1725 m s. n. m. localizado en el límite de los términos municipales de Soriguera y Montferrer Castellbó, en el Pirineo de Lérida (España). Se sitúa en el km 260 de la carretera N-260.
Ha sido lugar de paso habitual de la Vuelta a España, y formó parte del recorrido del Tour de Francia 2016.

## Características
El Cantó se sitúa en el Prepirineo catalán, entre las cuencas de los ríos Segre y Noguera Pallaresa, en la  N-260 que une Portbou y Sabiñánigo. Fue denominado Coll de la Pedra del Cantó (Collado de la Piedra del Cantó) por una piedra que se encontraba erigida en la cima del puerto, que fue identificada con un menhir. En 2017, vecinos de las comarcas limítrofes del Pallars Sobirá y el Alto Urgel recuperaron simbólicamente el menhir.
En su vertiente este, desde Adrall, la distancia hasta la cima del puerto es de 24,8 km, salvando un desnivel de 1073 m y con una pendiente media del 4,3 %. La vertiente oeste parte desde Sort, salva un desnivel de 1038 m y la distancia es de 19,5 km, con una pendiente media del 5,3 %.